# Karrmező

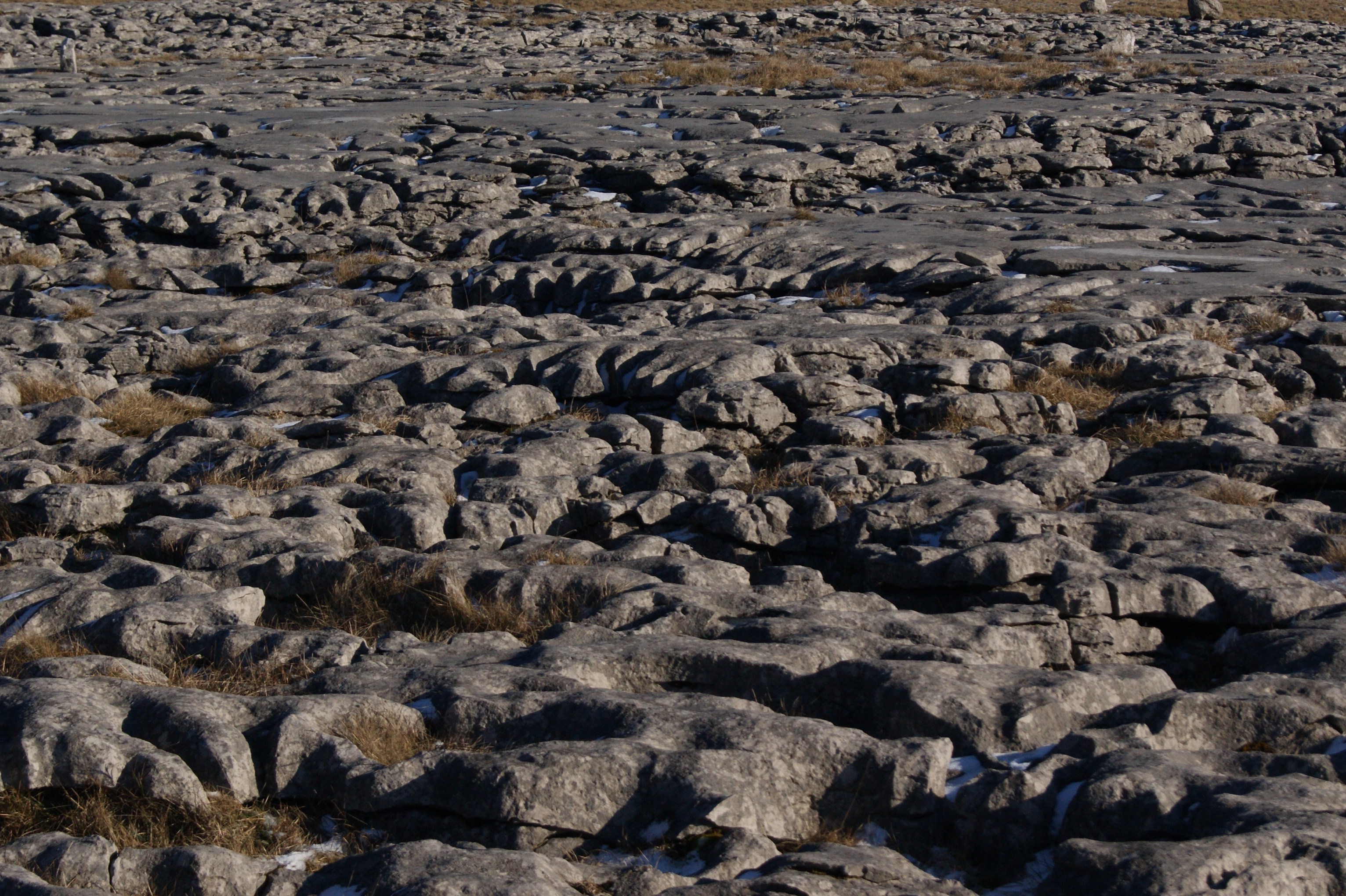
Karrmező

A karrmező (karrosodás) a vízerózió egyik formája a karsztkőzetekben, azaz mészkőben, dolomitban és gipszben.
Ahol a földtani időkben – vagy akár jelenleg is – viszonylag lapos kőzetfelületek kerültek a felszínre a  vízerózió által, ott a karsztra jellemző kémiai oldódás folytán jellegzetes, éles szélű mélyedések, bordák, barázdák alakultak ki. Ez a lemezekre válás gyakran vízszintesen is megtörténik. A kémiai oldódás mellett a víz koptató, csiszoló hatása is jelentős szerepet játszik a kőzetek formálásában. Az idők folyamán nagy kiterjedésű karrmezők alakulhatnak ki.
Jellemző példái viszonylag kisebb magasságokban, Magyarországon a Szársomlyó déli lejtőin, Erdélyben a Tordai-hasadék tetején (Kápolnás-tető, kb. 800 m), Írországban (tengerszinten), Angliában (200-400 m), a francia Jura-hegységben (600-700 m) és Dél-Spanyolországban (1000-1300 m) de az Alpokban és a Dinári-hegység nagy területein is megtalálhatóak.
Népi elnevezése az ördögszántás kifejezés.

## Fordítás
- Ez a szócikk részben vagy egészben a Karre (Rinne) című német Wikipédia-szócikk ezen változatának fordításán alapul.  Az eredeti cikk szerkesztőit annak laptörténete sorolja fel. Ez a jelzés csupán a megfogalmazás eredetét és a szerzői jogokat jelzi, nem szolgál a cikkben szereplő információk forrásmegjelöléseként.